# Oenomaus atena
Oenomaus atena is een vlinder uit de familie van de Lycaenidae. De wetenschappelijke naam van de soort werd als Thecla atena in 1867 gepubliceerd door William Chapman Hewitson.